# Моґі Сю
Моґі Сю (яп. 茂木 秀; нар. 15 січня 1999) — японський футболіст, що грав на позиції воротаря.

## Клубна кар'єра
З 2017 року захищає кольори «Сересо Осака».

## Кар'єра в збірній
З 2019 року залучався до складу молодіжної збірної Японії, з якою брав участь у молодіжних чемпіонатах світу 2019.